# 1110 Jaroslawa
Az 1110 Jaroslawa (ideiglenes jelöléssel 1928 PD) a Naprendszer kisbolygóövében található aszteroida. Grigorij Neujmin fedezte fel 1928. augusztus 10-én.